# Е. Е. Къмингс
Едуард Естлин Къмингс, по-известен с ексцентричното изписване на името си с малки букви ее къмингс или е. е. къмингс (на английски: Edward Estlin Cummings, ee cummings, e. e. cummings), е авангарден американски поет, художник, есеист и драматург. Автор е на над 900 публикувани стихотворения, два романа, множество рисунки и скици и др.

## Произведения
- The Enormous Room, 1922
- Tulips and Chimneys, 1923
- &, 1925
- XLI Poems, 1925
- Is 5, 1926
- Him, 1927
- CIOPW, 1931
- ViVa?, 1931
- Eimi, 1933
- No Thanks, 1935
- Tom, 1935
- Collected Poems, 1938
- 50 Poems, 1940
- 1 x 1, 1944
- Santa Claus, 1946
- Xaipe, 1950
- I: six nonlectures, 1953
- Poems 1923–1954, 1954
- 95 Poems, 1958
- 73 Poems, 1963
- Complete Poems, 1981

На български
- Избрани стихотворения. Превод от английски Николай Кънчев. Велико Търново: Слово, 1992, 70 с.
- Сърцето ти нося (в сърцето си го нося). Превод от английски Манол Пейков. Пловдив: Жанет-45, 2015[1]
- Слонът и пеперудът. Превод от английски Владимир Молев. София: Лист, 2018, 76 с.